# Strukov
Strukov település Csehországban, a Olomouci járásban. Strukov Žerotín, Újezd és Pňovice településekkel határos. Lakosainak száma 162 fő (2024. január 1.).

## Népesség
A település lakosságának változását az alábbi diagram mutatja:
| Lakosok száma | 189  | 189  | 223  | 210  | 202  | 137  | 142  | 146  | 158  | 162  |
|               | 1869 | 1900 | 1921 | 1961 | 1980 | 2011 | 2016 | 2019 | 2021 | 2024 |